# Charles Dickens
Charles John Huffam Dickens (født 7. februar 1812, død 9. juni 1870) var en engelsk, victoriansk forfatter, født i Landport ved Portsmouth. I 1814 flyttede familien til London og senere til Chatham. Han fik ikke megen formel skolegang, men lærte meget på Londons gader, der kom til at spille en stor rolle i hans romaner. Dickens ville være journalist, og som 22-årig blev han ansat på en londonavis.
I 1836 giftede han sig med Catherine Hogart. De fik 10 børn, men blev skilt i 1858. Dickens skrev i mange forskellige magasiner og aviser. Med romanen Pickwick Klubben fra 1836 begyndte en utrolig karriere, fordi han appellerede til mennesker i alle aldre. På kort tid skrev han flere succesromaner som Oliver Twist (1837), Nicholas Nickleby (1839), Den gamle raritetsbutik (1841) og Et juleeventyr (1843).
Dickens skrev i udlandet romaner som David Copperfield (1850), To byer (1859) og Store forventninger (1861). Han brugte sin store popularitet til at angribe domstole og kostskoler, som udnyttede de fattige. Han døde i 1870 i London.

## Udmærkelser
Store forventninger (1861) blev i BBC's The Big Read i 2003 valgt til en af Englands 21 mest elskede romaner. Charles Dickens-museet ligger i London. I 2007 åbnede forlystelsesparken Dickens World i Chatham.
I Søborg i Gladsaxe kommune ligger Dickens Allé.

## Charles Dickens anvendt i kulturen
- I 3. episode af Tv-serien Doctor Who fra 2005 ("The Unquiet Dead") optræder Charles Dickens som en aldrende, men højt anerkendt historiefortæller i 1860'ernes London. Han introduceres tidligt i afsnittet ved at fremføre en scene fra et juleeventyr foran et fuldt teater af tilhørere.
- I Terry Pratchetts roman Dodger fra 2012 er en af de væsentligste biroller baseret på og navngivet efter Charles Dickens.